# جنس الحشرات الفرسية
جِنسُ الحَشَراتِ الفَرَسِيّةِ هو جنس من الحشرات القريبة الشبه بالجراد شكلاً وحجماً، ولكنها مفترسة ولا تقفز ولاتطير، وتسمى أفراس النبي تتبع رتبة السرعوفيات، أبرز ما يميزها تحور الرجلين الأماميتين لصيد الفريسة وقتلها، ولها دور ملاحظ في المكافحة البيولوجية للآفات الحشرية نظراً لنشاطها في صيد الذباب والجنادب، وكانت مصنفة في رتبة مستقيمات الأجنحة ثم فصلت لاختلافها عنها في بعض الوجوه وألحقت مع الصراصير والأرَض في فوق رتبة Dictyoptera (شبكيات الأجنحة) لاشتراكها في بضع صفات منها كثرة تشابكات عروق الجناح الخلفيّ ووضع البيض في محافظ.